# 始爬螈屬
始爬螈属（Eoherpeton）是已灭绝的楔椎目始爬螈科（Eoherpetontidae）的唯一属。它在苏格兰石炭纪的维宪期和那慕尔期（今称谢尔普霍夫期和下巴什基尔期）被发现。